# Félix Zubiaga
Mateo Félix Zubiaga Atxa (Arrancudiaga, España, 4 de enero de 1945-7 de enero de 2016) fue un futbolista español que se desempeñaba como defensa o mediapunta. También tuvo una etapa como entrenador, principalmente, en el Gimnástic de Tarragona y la SD Lemona.

## Trayectoria
Se formó en las categorías inferiores del Athletic Club, jugando para su equipo juvenil y para el Bilbao Athletic, club del que es máximo goleador con 97 tantos. El 21 de febrero de 1965 debutó con el Athletic Club, en Primera División, en un empate a cero ante el RC Deportivo, no obstante, no se incorporó definitivamente al primer equipo hasta la temporada 1969-70. El 1 de febrero de 1970 anotó un hat-trick al Real Madrid, en una victoria por 5-0, en San Mamés. Acabó esa temporada como máximo goleador del equipo, con 12 goles.
El 23 de mayo de 1971 sufrió una rotura de tibia y peroné, en un partido de Copa, frente al FC Barcelona. A su regreso, volvió a lesionarse en un entrenamiento, pudiendo jugar sólo un encuentro en la temporada 1971-72. En verano de 1972, el nuevo entrenador, Miroslav Pavić, le situó como lateral izquierdo. En la final de Copa de 1973, jugando como lateral izquierdo, logró uno de los goles en la victoria por 2-0 ante el CD Castellón.
Tras 131 partidos en el primer equipo bilbaíno, fichó por el Calvo Sotelo en 1975. Se retiró en 1978, tras dos temporadas en el Arenas Club.

## Clubes
| Club               | País   | Año       |
| ------------------ | ------ | --------- |
| Bilbao Athletic    | España | 1964-1969 |
| Athletic Club      | España | 1965      |
| Athletic Club      | España | 1969-1975 |
| Calvo Sotelo C. F. | España | 1975-1976 |
| Arenas Club        | España | 1976-1978 |

## Palmarés
| Título                | Club          | País   | Año  |
| --------------------- | ------------- | ------ | ---- |
| Copa del Generalísimo | Athletic Club | España | 1973 |